# تقدم مرقس

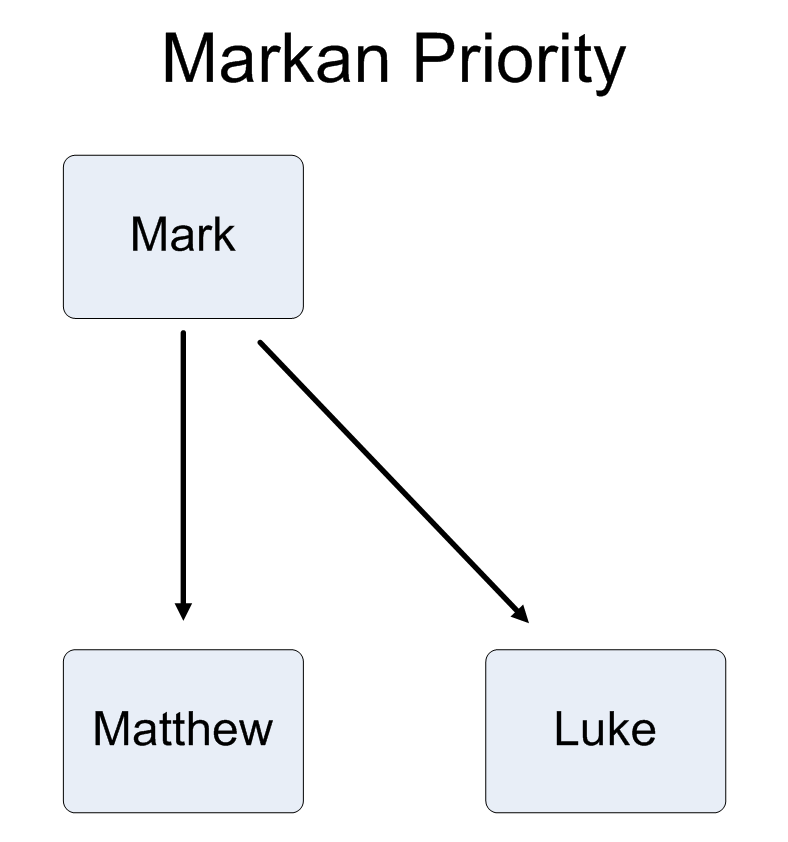
بر اساس دیدگاه تقدم مرقس، انجیل مرقس پیش از انجیل‌های دیگر نوشته شد و سپس این انجیل منبعی برای نگارش انجیل متی و انجیل لوقا شد.

دیدگاه تقدم مرقس اظهار می‌دارد که انجیل مرقس نخستین انجیل از بین انجیل‌های هم‌نوا (مرقس، متی، و لوقا) است که نوشته شده و متی و لوقا بر اساس مرقس نوشته شده‌اند. این دیدگاه نخستین بار در سال ۱۸۳۸ توسط کریستین هرمان ویس فیلسوف مذهبی پروتستان آلمانی مطرح شد ولی منتقدان آلمانی چندان از آن استقبال نکردند. در آن زمان بسیاری از روحانیان کاتولیک در خصوص ترتیب نگارش انجیل‌ها به دیدگاه آگوستینی (متی ← مرقس ← لوقا) و متخصصان انجیل‌پژوه پروتستان نیز به دیدگاه گریشباخ (متی ← لوقا ← مرقس) باور داشتند.

## پس زمینه: مشکل انجیل‌های هم‌نوا
دیدگاه تقدم مرقس، مشکلی را که به مشکل انجیل‌های هم‌نوا معروف است حل می‌کند. مشکل انجیل هم‌نوا یافتن پاسخ این پرسش است که: بهترین راه برای توضیح شباهت‌ها و تفاوت‌های موجود میان سه انجیل متی، مرقس، و لوقا چیست؟ پاسخ این پرسش با یافتن ترتیب نوشته شدن آن‌ها و اینکه از چه منابعی استفاده کرده‌اند، قابل توضیح است.
برای پیدا کردن راه حل این مشکل دو نکته باید مورد توجه قرار بگیرد: 
- سبک مشترک میان سه انجیل: هر سه انجیل مذکور هم در واژگان و هم در قطعه‌های نوشتاری (رویدادها و داستان‌ها) اشتراکات بسیاری دارند. از منظر تفاوت‌ها نیز یا می‌توان مرقس و لوقا را در برابر متی قرار داد، یا مرقس و متی را در برابر لوقا. ولی در هر دو حالت مرقس وجه مشترک میان آن‌دو است.
- سبک مشترک میان دو انجیل: گاه انجیل متی و انجیل لوقا موارد مشترکی دارند که در مرقس به چشم نمی‌خورد. در این مواقع متی و لوقا گاه به هم شبیه هستند، ولی در دیگر موارد بسیار متفاوت‌اند.

با اینکه پیش‌تر انجیل متی به عنوان نخستین انجیل نوشته شده تصور می‌شد ولی اکنون دیدگاه تقدم مرقس بیشتر مورد پذیرش واقع شده‌است. در سال 1900 میلادی، نظریه دیگری نیز به موضوع تقدم مرقس افزوده‌شد مبنی بر اینکه ممکن است علاوه بر مرقس، منبع ناشناخته دیگری نیز وجود داشته که در نگارش متی و لوقا از آن استفاده شده‌است. این منبع فرضی را منبع کیو نامیدند. علت مطرح شدن چنین ایده‌ای این بود که هرچند لوقا و متی بخش قابل‌توجهی از مطالب مرقس را در خود دارند اما این پرسش نیز پیش می‌آید که باقی بخش‌های متی و لوقا که در مرقس یافت نمی‌شوند از کجا برگرفته شده‌اند.

## لینک‌های مرتبط
- عهد جدید
- کتاب مقدس
- مسیحیت
- انجیل مرقس
- انجیل متی
- انجیل لوقا
- انجیل‌های هم‌نوا
- تقدم مرقیون
- تقدم آرامی